# Aku no Hana (manga)
Aku no Hana (惡の華 lit. Las flores del mal?) es una serie de manga escrita e ilustrada por Shūzō Oshimi. Comenzó su serialización de forma mensual el 9 de septiembre de 2009 en la revista Bessatsu Shōnen Magazine de la editorial Kodansha, y finalizó el 9 de mayo de 2014 contando con once volúmenes recopilatorios (tankōbon). 
Una adaptación a serie de anime producida por el estudio de animación Zexcs, comenzó a transmitirse en Japón desde el 5 de abril de 2013, terminando el 29 de junio del mismo año. El manga recibió una nominación en la quinta edición de los Manga Taisho Award. El anime se emitió simultáneamente en streaming a través de Crunchyroll. Fue lincenciado por Sentai Filmworks.

## Argumento
La historia tiene lugar en la ciudad de Kiryū, prefectura de Gunma. Takao Kasuga es un joven al que le encanta leer, especialmente el libro Les fleurs du mal (Las flores del mal), una antología de poemas de Charles Baudelaire. Está enamorado de Nanako Saeki, una compañera de clase particularmente popular y a la cual idealiza. Un día, de camino a casa, Kasuga se percata de haber olvidado su libro en el instituto, por lo que decide volver para recogerlo. Al llegar, encuentra, además de su libro, que Saeki ha olvidado su uniforme de gimnasia, y por pánico, creyendo que alguien lo descubriría; se lo lleva consigo. El rumor de que un pervertido le ha robado el uniforme de gimnasia a Saeki se extiende como la pólvora, y Kasuga se siente culpable y avergonzado por ello. Esto no pasará desapercibido para Sawa Nakamura, la chica más asocial de la clase, quien le vio llevarse el uniforme. Algo que ella aprovechará para extorsionar a Kasuga, y controlarlo a placer.
Mientras Kasuga pasa más tiempo con las dos chicas, se encuentra cada vez más culpable de sus acciones, como cuando intenta confesar el robo y acaba vandalizando su propia clase junto a Nakamura. Su familia se entera del incidente del aula, Kasuga escapa con Nakamura hacia las montañas, lidiando con sus remordimientos. La relación de Kasuga y Saeki va peor, pero mantiene una buena relación con Nakamura, quienes se ven a menudo fuera de clases en las tardes, en un improvisado refugio cerca de las montañas, el cual es incendiado durante las vacaciones de verano.
Saeki se involucra de nuevo con ambos chicos y causa más problemas a la escuela y a la policía. Durante un evento en el festival de verano de la ciudad, Nakamura y Kasuga aparecen juntos con intenciones mortales. Años después del evento del festival, Kasuga asiste a una escuela en Ōmiya-ku, Saitama, donde se ha mudado junto a sus padres y aún lucha con su poca confianza al hablar con el resto de la clase y no ha podido olvidar a Nakamura. Ahí conoce a una chica entusiasta de la lectura, se enamora y juntos intentan visitar el lugar donde el pasado de Kasuga le atormenta, visitando a Nakamura para arreglar sus asuntos.

## Personajes
Takao Kasuga (春日 高男 Kasuga Takao?)
Seiyu: Shin'ichirō Ueda
Un estudiante de secundaria al que le encanta la literatura y está enamorado de su compañera de clase, Saeki, a quien considera su musa. Un día, en un impulso de locura, roba su ropa de gimnasia, siendo Sawa Nakamura la única testigo de esto. Es entonces cuando ella le chantajea y lo extorsiona todo lo que puede, forzándolo a llevar a cabo un «contrato» entre los dos. En principio está en contra de su trato con Nakamura, siguiendo con cautela sus peticiones y reuniones. Sin embargo, con el tiempo se empieza a ver que Nakamura está realmente sola, y anhela escapar de la gente de la ciudad, al igual que él. Más adelante, Kasuga desarrolla fuertes sentimientos por Nakamura, con la promesa que algún día la llevará al «otro lado».
Sawa Nakamura (仲村 佐和 Nakamura Sawa?)
Seiyu: Mariya Ise
Compañera de clase de Kasuga que es presentada como solitaria, aislada y distante. No tiene amigos y es considerada la alumna más problemática y conflictiva de la clase. Es la única testigo de que Kasuga robó el uniforme de Saeki y le chantajea para formalizar un contrato y convertirse en su amiga. Ella muestra un comportamiento hostil y grosero hacia Kasuga, llamándolo pervertido, aunque disfruta cuando está con él. A pesar de que mantiene una actitud generalmente sensata y tranquila, Nakamura ocasionalmente tiene arrebatos emocionales cuando habla con Kasuga.
Nanako Saeki (佐伯 奈々子 Saeki Nanako?)
Seiyu: Yōko Hikasa
Una estudiante popular, inteligente y hermosa de la que Kasuga está enamorado. Saeki se fija en Kasuga poco después de que él defienda a Nakamura delante de su clase, impresionada por su carácter. Sus sentimientos se profundizan a medida que se da cuenta de la pasión de Kasuga por «Les fleurs du mal», queriendo entenderle cada vez más.
Yamada (山田?)
Seiyu: Katsutoshi Matsuzaki
Amigo de Kasuga. Es infantil, se divierte molestando a Kasuga y parece no tener éxito con las chicas. No entiende la fascinación de su amigo por los libros.
Ken Kojima (小島 建 Kojima Ken?)
Seiyu: Shin'ya Hamazoe
El amigo pervertido de Kasuga y Yamada. Su característica física más notable es el vello de su entrecejo. Al parecer, se siente atraído por Saeki.
Ai Kinoshita (木下 亜衣 Kinoshita ?)
Seiyu: Ayako Uemura
La mejor amiga de Saeki. Es franca e impulsiva, y se preocupa profundamente por esta. Comienza a odiar Kasuga por el dolor que le ha causado. Siente la urgencia de informar a la policía de la controvertida relación de Kasuga y Nakamura. En la historia, ella se vuelve responsable de errores cometidos que afectan a todos a su alrededor.
Aya Tokiwa
Compañera de Kasuga en el nuevo instituto de la ciudad a la que se muda. Hará amistad con el muchacho a través del amor que ambos sienten por la literatura.

## Media

### Manga
El manga fue publicado en la revista Bessatsu Shōnen publicada por Kodansha el 9 de septiembre de 2009 y terminó su publicación en mayo de 2014. Kodansha compiló el manga en 11 volúmenes. El manga fue licenciado en Norteamérica por la compañía Vertical en septiembre de 2011. El manga también fue publicado en Italia por Panini Comics, en España por Norma Editorial,en Taiwán por Tong Li Publishing y en México por Editorial Kamite.
El autor dibujó muchos aspectos de la historia como el argumento y los personajes basados en las locaciones de lugares reales de su juventud, como la biblioteca escolar, el río y el parque. Otros aspectos como los personajes y eventos son también presentados como experiencias personales, los cuales son mencionados en comentarios adicionales en el manga.
| 1 | «Volumen 1»  | 17 de marzo de 2010      | ISBN 978-4-06-384277-7 |
| Contenido: - 01. "Las flores del mal" (悪の華) - 02. "Invitación a un viaje" (旅への誘い) - 03. "El motivo del chantaje" (脅迫の理由) - 04. "Cielo nublado" (曇り空) - 05. "El pacto" (約束) - 06. "Inmoral" (背徳) Kasuga olvida en el aula un libro que está leyendo, dentro se encuentra accidentalmente el uniforme de gimnasia de su compañera de clase Saeki. Camino a casa se encuentra con Nakamura, otra compañera de clase, quien le dice haberlo visto robar el uniforme, la chica hace un "contrato" para no contarle a nadie. Nakamura obliga a Kasuga a penosas peticiones amenazandolo con contarles a todos, en una de las peticiones, Kasuga debe usar el uniforme de gimnasia en una cita con Saeki. |              |                          |                        |
| 2 | «Volumen 2»  | 17 de septiembre de 2010 | ISBN 978-4-06-384370-5 |
| Contenido: - 07. "Desbocado" (暴走) - 08. "La declaración" (告白) - 09. "Los flecos sueltos" (ほつれる糸) - 10. "Depresión e ideal" (憂鬱と理想) - 11. "Difícil de rescatar" (救いがたいもの) - 12. "Castigarme en cuerpo y mente" (われとわが身を罰するもの) Kasuga y Saeki van a una librería, donde el joven le regala una copia del libro Las Flores del Mal. Tras negarse a la petición de Nakamura, el joven le pide llevar una relación seria a Saeki, causando la ira de la joven delincuente. En la escuela, Saeki ve a los dos jóvenes hablar, donde malentiende una situación que hace dudar de su relación con Kasuga. El joven y Nakamura se reúnen en la escuela a media noche para la petición que habían pactado, terminan vandalizando el lugar. |              |                          |                        |
| 3 | «Volumen 3»  | 9 de febrero de 2011     | ISBN 978-4-06-384436-8 |
| Contenido: - 13. "El alba del corazón" (心の夜明け) - 14. "Depresión" (憂鬱) - 15. "Crepúsculo" (たそがれ時) - 16. "Luna malhumorada" (機嫌を損じた月) - 17. "Gritos desde el abismo" (深淵より叫びぬ) - "Capítulo extra especial" (特別番外編) Tras una asamblea escolar sobre la situación del aula vandalizada, Kasuga no es expuesto pero Saeki reconoce una pista en el desastre, una flor dibujada, lo que causa problemas a su relación. En su casa, Kasuga es cuestionado por su madre al descubrir su uniforme sucio, el joven escapa. Tras salir corriendo, se encuentra con Nakamura y juntos huyen a las montañas durante una tormenta. A la espera de terminar la tormenta y regresar, Kasuga se siente incompetente y duda al elegir ante una decisión muy repentina.                                                                                                 |              |                          |                        |
| 4 | «Volumen 4»  | 17 de agosto de 2011     | ISBN 978-4-06-384528-0 |
| Contenido: - 18. "El Sol" (太陽?) - 19. "El sueño de un hombre excéntrico" (あるもの好き男の夢) - 20. "El pacto de un joven" (ある少年の約束) - 21. "El sueño del hombre excéntrico" (もの好き男の夢) - 22. "La hermosa eclosión de las flores del mal" (惡の華 可憐に咲く) Un més después del evento de las montañas, la relación de Saeki y el joven ha terminado, quien se sumerge, él solo, en un abismo de desesperación. Una serie de situaciones hacen que Nakamura evite a Kasuga, donde el joven termina por visitar su casa, donde conoce al padre; durante su estadía husmea por la casa y descubre ciertas cosas del pasado de Nakamura y su situación mental. Kasuga realiza un pequeño refugio improvisado, donde muestra su lado oscuro y pervertido, ganándose de nuevo la confianza de Nakamura.                                                                   |              |                          |                        |
| 5 | «Volumen 5»  | 6 de enero de 2012       | ISBN 978-4-06-384611-9 |
| Contenido: - 23. "Baile de destrucción" (破滅の舞踏) - 24. "Canción de verano" (夏の歌) - 25. "La flor de la diosa" (女神の華) - 26. "Los amantes de" (愛し合う男女の) - 27. "Cielo encapotado" (かげる空) Antes del inicio de las vacaciones de verano, Kasuga continua con varios actos vandálicos en la escuela, causando que Saeki y su amiga Kinoshita descubran su lugar secreto. La pareja de delincuentes se trae algo entre manos para un festival de verano en el pueblo. En un encuentro con Kasuga, Saeki intenta someterlo sexualmente pero la situación termina con el refugio incendiado. Cara a cara, Saeki admite sentir celos de Nakamura. |              |                          |                        |
| 6 | «Volumen 6»  | 8 de junio de 2012       | ISBN 978-4-06-384681-2 |
| Contenido: - 28. "Sol sin calor" (熱のない太陽) - 29. "Mañana por la mañana, ¿vais a...?" (明日の朝、君達は果たして?) - 30. "Respirando tranquilidad en el fondo de una agobiante oscuridad" (重苦しい闇の奥で静かに呼吸づきながら) - 31. "Mirada suciamente clara" (汚れて清いまなざし) - 32. "¡Te amaré!" (愛してやろう！) La policía se involucra a causa del incendio y cuestionan a Kasuga, que niega estar relacionado. Sus padres lo castigan, privándolo de salir; en una visita a su casa, Saeki intenta convencerlo de estar juntos de nuevo. En la escuela se da a conocer el accidente del incendio, Saeki se declara culpable del accidente y deja el pueblo, pero sus compañeros insisten en la mala influencia de Nakamura. Durante una noche de un festival local, Kasuga escapa de su casa con Nakamura y se presentan frente al público con intenciones mortales. |              |                          |                        |
| 7 | «Volumen 7»  | 7 de diciembre de 2012   | ISBN 978-4-06-384761-1 |
| Contenido: - 33. "Aquellos que puedan echar a volar lograrán la felicidad" (翔び立ち得る者は幸なり) - 34. "Valioso afecto" (貴重な思い) - 35. "Evitando el lejano cielo" (遠つ空しのびつつ) - 36. "Perseguir un sueño incompleto" (見果てぬ夢に追いすがる) - 37. "Penetran los rayos de sol de invierno" (冬の日ざしがさっと差込む) Ambos chicos amenazan con inmolarse, maldiciendo al pueblo. El suicidio es evitado por el padre de Nakamura, mientras Kasuga termina salvado al caer del escenario. La historia continua tras varios años, donde Kasuga asiste a una nueva escuela. Una de las compañeras de Kasuga es aficionada a la lectura, lo que hace que se vean frecuentemente para compartir material, la joven revela que quiere escribir un libro. |              |                          |                        |
| 8 | «Volumen 8»  | 7 de junio de 2013       | ISBN 978-4-06-384872-4 |
| Contenido: - 38. "Un nombre ya olvidado" (今は名も忘られはてし) - 39. "Llamamiento desde las profundidades" (深淵より呼びぬ) - 40. "Destruyendo la feliz armonía del universo" (目出度い宇宙の調和を破る) - 41. "Un aroma tan dulce como un secreto" (秘密のように甘い香を) - 42. "Es decir, yo estaba muerto" (つまり、僕は死んでいた) La nueva amiga de Kasuga tiene un novio, el cual es muy amigable, llegando a salir los tres juntos. Durante una salida, Tokiwa, la chica, discute con su novio, revelando Kasuga que la chica le recuerda a una vieja amiga. Tokiwa y Kasuga se siguen viendo y este lee el borrador de la novela. En un encuentro casual, Kasuga se encuentra con Saeki quienes quedan para charlar al día siguiente. |              |                          |                        |
| 9 | «Volumen 9»  | 9 de agosto de 2013      | ISBN 978-4-06-394923-0 |
| Contenido: - 43. "Es que esa tu alma" (あれは君の魂だもの) - 44. "Lo que exige mi corazón de pecador" (罪深い僕の心が求めるのは) - 45. "Te añoro tanto como al cielo nocturno" (夜の空ほど君恋しきよ) - 46. "La fuente de la eterna adolescencia" (永遠の青春の泉よ) - 47. "Tomando el camino de regreso ahora mismo" (今しも家路に帰るのだ) Koji, Tokiwa y Kasuga continúan siendo amigos tras una disculpa. Kasuga aún siente que Nakamura esta en alguna parte viviendo. Tras discutir varias veces, Tokiwa termina con su novio y empieza una relación con Kasuga; el joven tiene la oportunidad de ir a su pueblo natal, donde un evento funerario toma lugar, encontrándose con varias personas de su pasado. |              |                          |                        |
| 10 | «Volumen 10» | 9 de enero de 2014       | ISBN 978-4-06-394993-3 |
| Contenido: - 48. "El cadáver de alguien a quien amas está envuelto" (愛する者の死骸が包まれている) - 49. "¿Sabes lo que es sufrir?" (君は知るか、懊悩を？) - 50. "Sigo sin olvidarlo" (僕はまだ忘れずにいる) - 51. "En la luz de tus pupilas" (そなたの瞳の光には) - 52. "¿Te has dado cuenta?" (君は気づいているか) Kasuga asiste al evento funerario de su familia, donde experimenta cierta culpa sobre la situación, donde ve a Kinoshita, hablan un poco tras el funeral. La amiga de Saeki le da una pista sobre la ubicación de Nakamura. Mientras Kasuga y Tokiwa están juntos, el joven decide contarle toda la verdad respecto a su pasado, lo que ocasiona que ambos decidan ir a buscar el hogar de la amiga del pasado para dejar todos los asuntos claros. Nakamura trabaja con su familia en un restaurante, donde los jóvenes visitantes se la encuentran.          |              |                          |                        |
| 11 | «Volumen 11» | 9 de junio de 2014       | ISBN 978-4-06-395116-5 |
| Contenido: - 53. "Para averiguar si en realidad el mar es magnánimo, amable o algo parecido" (海が果して寛容で親切だかを知るがため?) - 54. "A la hora de la puesta dorada" (金色の夕ぐれに?) - 55. "Una vez transcurrido el tiempo" (時すぎてのち?) - 56. "Somos seres que desean" (僕らは願う者なのだ?) - "Capítulo final: Lo que ocupa nuestro corazón" (われらが心を占めるのは?) Cerca de una playa, Kasuga intenta hablar con Nakamura y arreglar sus diferencias, los tres chicos terminan divirtiéndose. El tiempo pasa y ahora se ve a Kasuga en la universidad, su novia Tokiwa trabaja en un nuevo escrito. El capítulo final muestra un resumen de la historia desde el punto de vista de Nakamura, donde se aprecia una realidad distorsionada y sin forma, hasta que conoce a Kasuga.                                                                                   |              |                          |                        |

### Anime
La adaptación a anime fue dirigida por Hiroshi Nagahama y producida por Zexcs. Empezó a emitirse el 5 de abril de 2013. El anime se realizó usando técnicas de rotoscopía, decisión que causó bastante controversia debido al hecho de que los personajes parecen más realistas, lo cual no se asemeja al manga original o al típico estilo japonés de anime. El tema del opening es "Aku no Hana" (惡の華?) por Uchujin, mientras que el ending es "〜花〜 A Last Flower" por ASA-CHANG y Junray.
Fue el primer anime en usar la técnica de rotoscopía. Fue emitido en manera simultánea por Crunchyroll en países como Australia, Estados Unidos, Reino Unido y otros. El director del anime Hiroshi Nagahama, habló sobre la decisión de usar la técnica de rotoscopia, donde quería buscar una adaptación que se sintiera muy realista y cercana a la vida real.

### Lista de episodios
| # | Título                          | Estreno             |
| --- | ------------------------------- | ------------------- |
| 1 | «"Las flores del mal 1 de 13"»  | 5 de abril de 2013  |
| Kasuga es un chico tímido que asiste a la escuela en un pequeño pueblo, amante de la lectura, su autor favorito es Baudelaire y está enamorado de Saeki, una compañera de clase hermosa e inteligente. En su clase también está una chica problemática llamada Nakamura. Un día regresa al aula saliendo de clase por un libro olvidado y encuentra la ropa deportiva de Saeki. |                                 |                     |
| 2 | «"Las flores del mal 2 de 13"»  | 12 de abril de 2013 |
| Kasuga roba la ropa encontrada de Saeki. Al día siguiente se siente culpable e incómodo en clase. Al salir de clases camino a la librería, se encuentra con Nakamura, quien le dice que lo vio robar la ropa. La chica problemática extorsiona a Kasuga, obligándolo a seguir sus órdenes.                                                                                      |                                 |                     |
| 3 | «"Las flores del mal 3 de 13"»  | 19 de abril de 2013 |
| Ambos chicos se encuentran en la biblioteca después de clases y Nakamura lo somete una vez más a sus caprichos. Al día siguiente, una compañera de clase ha perdido su dinero, siendo Nakamura la acusada. Kasuga intenta calmar la situación y termina en un malentendido. |                                 |                     |
| 4 | «"Las flores del mal 4 de 13"»  | 26 de abril de 2013 |
| Saliendo de clases Saeki se acerca a Kasuga, ella toma a buena manera la acción de Kasuga durante la situación del robo de dinero. El joven ayuda a la chica en los deberes de la escuela y se anima a pedirle una salida a la librería. Nakamura hace una petición vergonzosa que involucra el uniforme deportivo de Saeki y su cita con Kasuga.                               |                                 |                     |
| 5 | «"Las flores del mal 5 de 13"»  | 5 de mayo de 2013   |
| El día de la cita todo va bien, Nakamura sigue a los chicos y obliga a Kasuga a otra petición. Cuando el joven valiente rechaza la petición, en su lugar confiesa sus sentimientos. Nakamura molesta causa de nuevo problemas al joven tirándole agua encima. La cita termina y la joven problemática promete no volver a interferir.                                           |                                 |                     |
| 6 | «"Las flores del mal 6 de 13"»  | 5 de mayo de 2013   |
| La clase se entera de la relación entre Saeki y Kasuga. Cuando esto sucede, Nakamura se hace amiga de Saeki. De nuevo con las extrañas peticiones, Nakamura menciona que Saeki quiere tener relaciones con él. Esto es malentendido y Saeki termina faltando a clases. |                                 |                     |
| 7 | «"Las flores del mal 7 de 13"»  | 19 de mayo de 2013  |
| Saeki sigue pensando que su amigo está con Nakamura e intenta confiar en él. Nakamura de nuevo obliga a Kasuga a salir a medianoche frente a la escuela, donde ambos dominados por su ira, rencores y cólera vandalizan el aula. |                                 |                     |
| 8 | «"Las flores del mal 8 de 13"»  | 26 de mayo de 2013  |
| Nakamura y Kasuga regresan a casa tras vandalizar el aula de la escuela. Cuando la clase se entera del incidente, Saeki nota una horrible escena en el centro de la destrucción. La escuela entera se entera de la situación, avisando que se trata de un pervertido. Una pista dibujada en el centro del desastre conecta a Kasuga con el incidente.                           |                                 |                     |
| 9 | «"Las flores del mal 9 de 13"»  | 2 de junio de 2013  |
| Cuando Kasuga le pide terminar la relación, Saeki se niega, convencida de que no es un pervertido, incluso Nakamura le cuestiona sus verdaderos motivos con la chica. En casa, la madre de Kasuga encuentra las ropas sucias de su hijo, el cual escapa al no poder explicar su situación.                                                                                      |                                 |                     |
| 10 | «"Las flores del mal 10 de 13"» | 9 de junio de 2013  |
| Kasuga y Nakamura escapan a las montañas bajo una tormenta, donde buscan refugio. Por otro lado en el pueblo, la madre y Saeki siguen buscándolos. Mientras están en un refugio de la lluvia, Nakamura cuestiona a Kasuga sobre a quién prefiere, donde empieza a reflexionar y no puede tomar una decisión.                                                                    |                                 |                     |
| 11 | «"Las flores del mal 11 de 13"» | 16 de junio de 2013 |
| La historia avanza a nn més después en verano. Los tres han estado ignorandose. Saeki y Kasuga terminan su relación, donde el joven sigue reflexionando y pensando que la chica estará mejor sin él, mientras tanto sigue pesando cada vez más en Nakamura. |                                 |                     |
| 12 | «"Las flores del mal 12 de 13"» | 23 de junio de 2013 |
| La amiga de Saeki, Kinoshita, intenta hablar con los amigos de Kasuga para saber si hay problemas e intentar solucionarlos. Mientras tanto Kasuga ha escrito un ensayo pensando en entregarlo a Nakamura; la joven lo evita todos los días. Entonces el joven busca la casa de su compañera, conociendo un poco más de su problemática y triste vida al hablar con su padre.    |                                 |                     |
| 13 | «"Las flores del mal 13 de 13"» | 30 de junio de 2013 |
| Kasuga se entera de varias cosas al husmear por la casa de su compañera. Al descubrirlo, Nakamura escapa enojada y apenada, Kasuga la persigue y ambos hacen un contrato de nuevo, intentando llevarse bien. |                                 |                     |

## Recepción
En Japón, el manga estuvo varias veces en la lista de Oricon; el volumen 5 fue el número 30 en ventas en la semana de enero de 2012 y subiendo al puesto 17 la siguiente semana. Los primeros 9 volúmenes del manga vendieron más de 2 millones de copias en Japón.
El editor Carl Kimlinger de Anime News Network (ANN) le dio una alta importancia al anime durante su emisión, dándole crédito al director y al equipo de producción, elogiando las partes psicológicas y de thriller, que se sentían oscuramente románticas, con el estilo rostocopio otorgándole un tono siniestro. El editor de ANN, Nick Creamer también le gustó la serie, elogiando la historia y los temas de la identidad humana, la codependencia con el resto de la gente. Concluye que "Aku no Hana es uno de los mejores anime de los años recientes, con elementos únicos y un estilo único, una verdadera simpatía por los personajes. Debe de ser visto por cualquier interesado en el potencial de la animación para ilustrar temas humanos." Richard Eisenbeis de Kotaku, por otra parte, dijo que "le molestó el elenco principal, falta de tensión y un apartado técnico horrendo en terminos de animación y falta de música."